# Isabella Maria di Braganza (1894-1970)
Principessa Isabella Maria di Braganza, Infanta del Portogallo (Isabel Maria Alberta Josefa Micaela Gabriela Rafaela Francisca de Paula e de Assis Teresa Adelaide Eulália Sofia Carolina; Kleinheubach, 19 novembre 1894 – Ratisbona, 12 gennaio 1970), è stato un membro del Casato di Braganza e Infanta del Portogallo per nascita. Attraverso il suo matrimonio con Francesco Giuseppe, IX Principe di Thurn und Taxis, Isabel Maria è stata anche un membro del Casato di Thurn und Taxis e Principessa consorte di Thurn und Taxis.

## Famiglia
Isabella Maria era la primogenita di Miguel, Duca di Braganza e della sua seconda moglie la Principessa Maria Teresa di Löwenstein-Wertheim-Rosenberg. Suo padre fu il pretendente miguelista al trono del Portogallo dal 1866 al 1920.

## Matrimonio e figli
Isabella Maria sposò Francesco Giuseppe, Principe Ereditario di Thurn und Taxis,  figlio primogenito di Alberto, VIII Principe di Thurn und Taxis e di sua moglie l'Arciduchessa Margherita Clementina d'Austria, il 23 novembre 1920 a Bronnbach, una frazione di Wertheim am Main nel Baden-Württemberg. Isabella Maria e Francesco Giuseppe ebbero cinque figli:
- Principe Gabriele di Thurn und Taxis (16 ottobre 1922 – 17 dicembre 1942)[1]
- Principe Michele di Thurn und Taxis (16 ottobre 1922 – 17 ottobre 1922)[1]
- Principessa Elena di Thurn und Taxis (27 maggio 1924 – 27 ottobre 1991)[1]
- Principessa Maria Teresa di Thurn und Taxis (10 settembre 1925 – 27 aprile 1997)[1]
- Principessa Maria Ferdinanda of Thurn and Taxis (nata il 19 dicembre 1927)[1]

## Morte
Isabella Maria morì il 12 gennaio 1970, all'età di 75 anni.

## Titoli
- 19 novembre 1894 - 23 novembre 1920: Sua Altezza Reale Principessa Maria Isabella di Braganza, infanta di Portogallo
- 23 novembre 1920 - 22 gennaio 1952: Sua Altezza Reale La Principessa ereditaria di Thurn und Taxis, principessa di Braganza, infanta di Portogallo
- 22 gennaio 1952 - 12 gennaio 1970: Sua Altezza Reale La Principessa di Thurn und Taxis, principessa di Braganza, l'Infanta del Portogallo

## Ascendenza
|                                               |                                             |                                                | Genitori                                         |  |  | Nonni |  |  | Bisnonni                   |  |  | Trisnonni                 |  |
|                                               |                                             |                                                |                                                  |  |  |       |  |  | Giovanni VI del Portogallo |  |  | Pietro III del Portogallo |  |
|                                               |                                             |                                                |                                                  |  |  |       |  |  | Giovanni VI del Portogallo |  |  | Pietro III del Portogallo |  |
|                                               |                                             | Maria I del Portogallo                         |                                                  |  |  |       |  |  | Giovanni VI del Portogallo |  |  |                           |  |
| Michele I del Portogallo                      |                                             |                                                |                                                  |  |  |       |  |  | Giovanni VI del Portogallo |  |  |                           |  |
|                                               |                                             | Carlotta Gioacchina di Borbone-Spagna          | Carlo IV di Spagna                               |  |  |       |  |  |                            |  |  |                           |  |
|                                               |                                             | Carlotta Gioacchina di Borbone-Spagna          | Carlo IV di Spagna                               |  |  |       |  |  |                            |  |  |                           |  |
|                                               |                                             | Carlotta Gioacchina di Borbone-Spagna          | Maria Luisa di Borbone-Parma                     |  |  |       |  |  |                            |  |  |                           |  |
| Michele Gennaro di Braganza                   |                                             | Carlotta Gioacchina di Borbone-Spagna          |                                                  |  |  |       |  |  |                            |  |  |                           |  |
|                                               |                                             | Costantino di Löwenstein-Wertheim-Rosenberg    | Carlo Tommaso di Löwenstein-Wertheim-Rosenberg   |  |  |       |  |  |                            |  |  |                           |  |
|                                               |                                             | Costantino di Löwenstein-Wertheim-Rosenberg    | Carlo Tommaso di Löwenstein-Wertheim-Rosenberg   |  |  |       |  |  |                            |  |  |                           |  |
|                                               |                                             | Costantino di Löwenstein-Wertheim-Rosenberg    | Sofia di Windisch-Grätz                          |  |  |       |  |  |                            |  |  |                           |  |
| Adelaide di Löwenstein-Wertheim-Rosenberg     |                                             | Costantino di Löwenstein-Wertheim-Rosenberg    |                                                  |  |  |       |  |  |                            |  |  |                           |  |
|                                               |                                             | Agnese di Hohenlohe-Langenburg                 | Carlo Ludovico I di Hohenlohe-Langenburg         |  |  |       |  |  |                            |  |  |                           |  |
|                                               |                                             | Agnese di Hohenlohe-Langenburg                 | Carlo Ludovico I di Hohenlohe-Langenburg         |  |  |       |  |  |                            |  |  |                           |  |
|                                               |                                             | Agnese di Hohenlohe-Langenburg                 | Amalia Enrichetta di Solms-Baruth                |  |  |       |  |  |                            |  |  |                           |  |
| Isabella Maria di Braganza                    |                                             | Agnese di Hohenlohe-Langenburg                 |                                                  |  |  |       |  |  |                            |  |  |                           |  |
|                                               | Costantino di Löwenstein-Wertheim-Rosenberg | Carlo Tommaso di Löwenstein-Wertheim-Rosenberg |                                                  |  |  |       |  |  |                            |  |  |                           |  |
|                                               | Costantino di Löwenstein-Wertheim-Rosenberg | Carlo Tommaso di Löwenstein-Wertheim-Rosenberg |                                                  |  |  |       |  |  |                            |  |  |                           |  |
|                                               | Costantino di Löwenstein-Wertheim-Rosenberg | Sofia di Windisch-Grätz                        |                                                  |  |  |       |  |  |                            |  |  |                           |  |
| Carlo I di Löwenstein-Wertheim-Rosenberg      | Costantino di Löwenstein-Wertheim-Rosenberg |                                                |                                                  |  |  |       |  |  |                            |  |  |                           |  |
|                                               |                                             | Agnese di Hohenlohe-Langenburg                 | Carlo Ludovico I di Hohenlohe-Langenburg         |  |  |       |  |  |                            |  |  |                           |  |
|                                               |                                             | Agnese di Hohenlohe-Langenburg                 | Carlo Ludovico I di Hohenlohe-Langenburg         |  |  |       |  |  |                            |  |  |                           |  |
|                                               |                                             | Agnese di Hohenlohe-Langenburg                 | Amalia Enrichetta di Solms-Baruth                |  |  |       |  |  |                            |  |  |                           |  |
| Maria Teresa di Löwenstein-Wertheim-Rosenberg |                                             | Agnese di Hohenlohe-Langenburg                 |                                                  |  |  |       |  |  |                            |  |  |                           |  |
|                                               |                                             | Luigi II del Liechtenstein                     | Giovanni I Giuseppe del Liechtenstein            |  |  |       |  |  |                            |  |  |                           |  |
|                                               |                                             | Luigi II del Liechtenstein                     | Giovanni I Giuseppe del Liechtenstein            |  |  |       |  |  |                            |  |  |                           |  |
|                                               |                                             | Luigi II del Liechtenstein                     | Giuseppa di Fürstenberg-Weitra                   |  |  |       |  |  |                            |  |  |                           |  |
| Sofia del Liechtenstein                       |                                             | Luigi II del Liechtenstein                     |                                                  |  |  |       |  |  |                            |  |  |                           |  |
|                                               |                                             | Franziska Kinsky von Wchinitz und Tettau       | Francesco di Paola Kinsky di Wchinitz und Tettau |  |  |       |  |  |                            |  |  |                           |  |
|                                               |                                             | Franziska Kinsky von Wchinitz und Tettau       | Francesco di Paola Kinsky di Wchinitz und Tettau |  |  |       |  |  |                            |  |  |                           |  |
|                                               |                                             | Franziska Kinsky von Wchinitz und Tettau       | Teresa Antonia Barbara di Wrbna e Freudenthal    |  |  |       |  |  |                            |  |  |                           |  |
|                                               |                                             | Franziska Kinsky von Wchinitz und Tettau       |                                                  |  |  |       |  |  |                            |  |  |                           |  |